# Gare de Pontchâteau
La gare de Pontchâteau est une gare ferroviaire française de la ligne de Savenay à Landerneau, située à proximité du centre ville de Pontchâteau, dans le département de la Loire-Atlantique, en région Pays de la Loire.
Elle est mise en service en 1862 par la Compagnie du chemin de fer de Paris à Orléans (PO).
C'est une gare de la Société nationale des chemins de fer français (SNCF), desservie par des trains TER Pays de la Loire circulant entre Nantes et Redon ou Quimper.

## Situation ferroviaire
Établie à 7 mètres d'altitude, la gare de Pontchâteau est située au point kilométrique (PK) 483,580 de la ligne de Savenay à Landerneau, entre les gares de Savenay et de Drefféac.
Au nord de la gare, la ligne franchit une première fois le Brivet, puis coupe la route de Nantes au passage à niveau no 378 (passage à niveau supprimé en 2014) avant de passer par un tunnel sous la ville haute suivi par une tranchée dans la roche et un deuxième franchissement du Brivet avant de passer à proximité de l'ancien abri du grand canon sur affut ferroviaire qui disposait d'un embranchement détruit après la Seconde Guerre mondiale.

## Histoire
La station de Pontchâteau est mise en service le 21 septembre 1862 par la Compagnie du chemin de fer de Paris à Orléans (PO) lorsqu'elle ouvre à l'exploitation la section de Savenay à Lorient, via Redon.

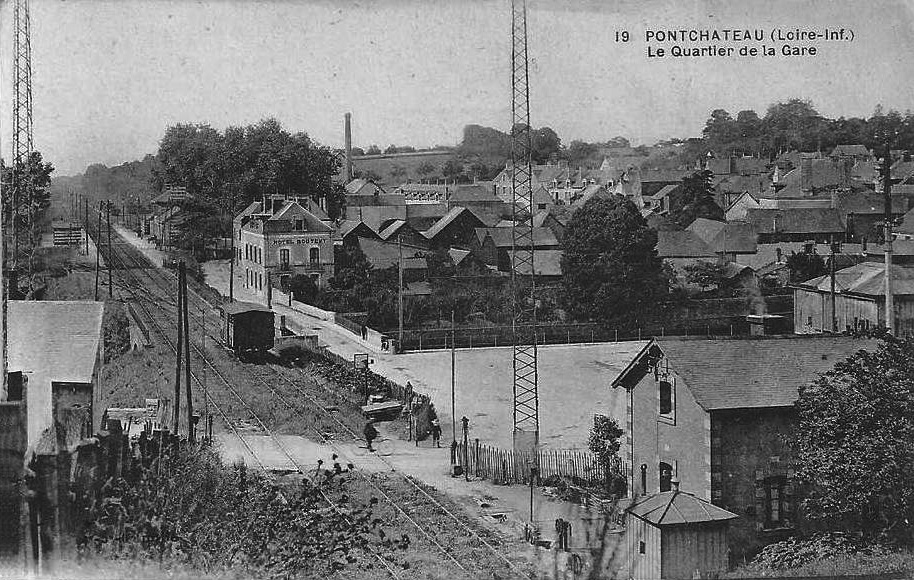
La gare et le quartier vers 1900.

Première station intermédiaire après Savenay, elle est équipée d'un bâtiment voyageurs en briques et tuffeau avec un corps principal à trois ouvertures, doté d'un étage sous une toiture à quatre pans, encadré par deux petites ailes. Juste après la station, un pont permet le franchissement du Brivet avant le tunnel qui fait passer la voie sous la partie haute du village.
En 1885, la ligne de Saint-Nazaire à Châteaubriant est mise en service le 18 mai et le Conseil général réclame, l'ouverture du raccordement réalisé entre la gare de Besné et celle de Pontchâteau, et la réalisation des aménagements prévus dans cette dernière. Il demande également qu'il y ait un accord entre les compagnies de l'Ouest et d'Orléans afin de faciliter les liaisons entre les deux lignes pour les dépêches et les voyageurs. Les ailes du bâtiment voyageurs sont prolongées vers 1890 et la signalisation entre la gare et le raccordement est modifiée en 1901..
Dans les années 1960, le train dénommé « la navette », qui circulait tous les jours ouvrables entre Redon et Saint-Nazaire, embarquait 400 abonnés le matin vers 7 h et les ramenait en fin de journée vers 19 h. Ce service voyageurs a fonctionné jusqu'à la fermeture de la ligne et de son raccordement au début des années 1990.
En 1996, une passerelle est édifiée en amont et à proximité du bâtiment principal pour sécuriser la traversée des voies et le passage d'un quai à l'autre par les voyageurs.
En 2013, les abords de la gare, qui est fréquentée par 172 000 voyageurs par an, sont réaménagés et rénovés. La place de la gare, devenue une nouvelle entrée de la ville, est reprise avec la création d'un giratoire et des circulations conçues pour faciliter les échanges entre les différents modes de déplacement, piétons, vélos, véhicules particuliers et de transport en commun. Le parking de la gare est refait pour accueillir 170 véhicules dont une douzaine en zone bleue. Ces travaux sont inclus dans un ensemble plus vaste de réaménagement de l'entrée de la ville dans le cadre de la suppression du passage à niveau situé entre la gare et le tunnel.
Jusqu'au 12 décembre 2015, Pontchâteau était desservie par quelques trains Intercités sur les relations Bordeaux - Quimper (1 quotidien) ; Quimper - Nantes (1 quotidien) ; et Bordeaux - Rennes (1 les vendredis et dimanches).

## Service des voyageurs

### Accueil
Halte SNCF, elle dispose d'un bâtiment voyageurs.
Elle est équipée de distributeurs automatiques de titres de transport TER.
Une passerelle permet la traversée des voies et le passage d'un quai à l'autre.

### Dessertes
La gare est desservie par des trains TER Pays de la Loire des relations suivantes : Nantes - Redon - Rennes, ; Nantes - Redon - Quimper,.

### Intermodalité
Un parc à vélos et un parking pour les véhicules y sont aménagés. La ligne T5 du réseau régional Aléop dessert la gare.

Installations de la gare
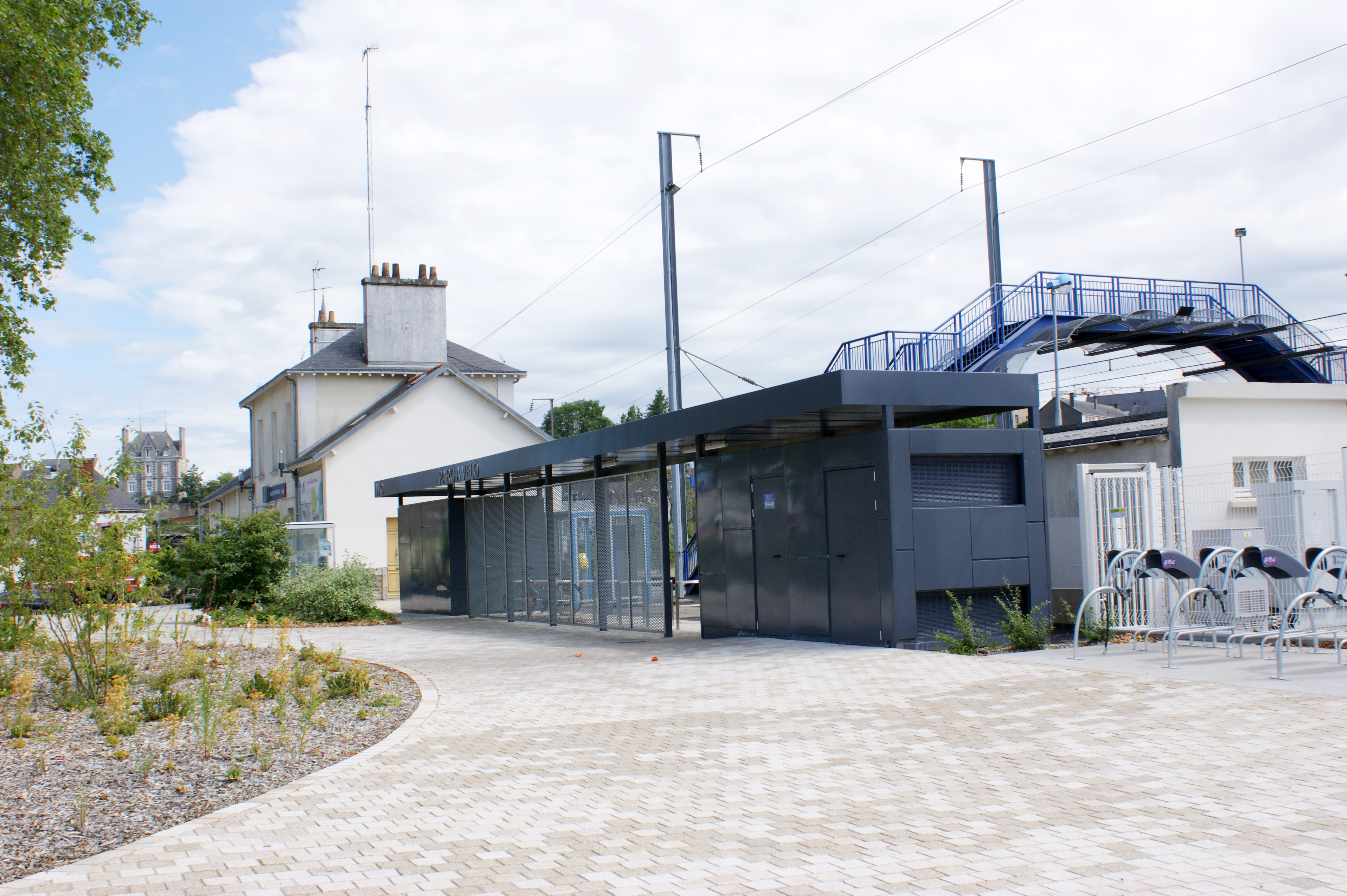
Vue du parking.
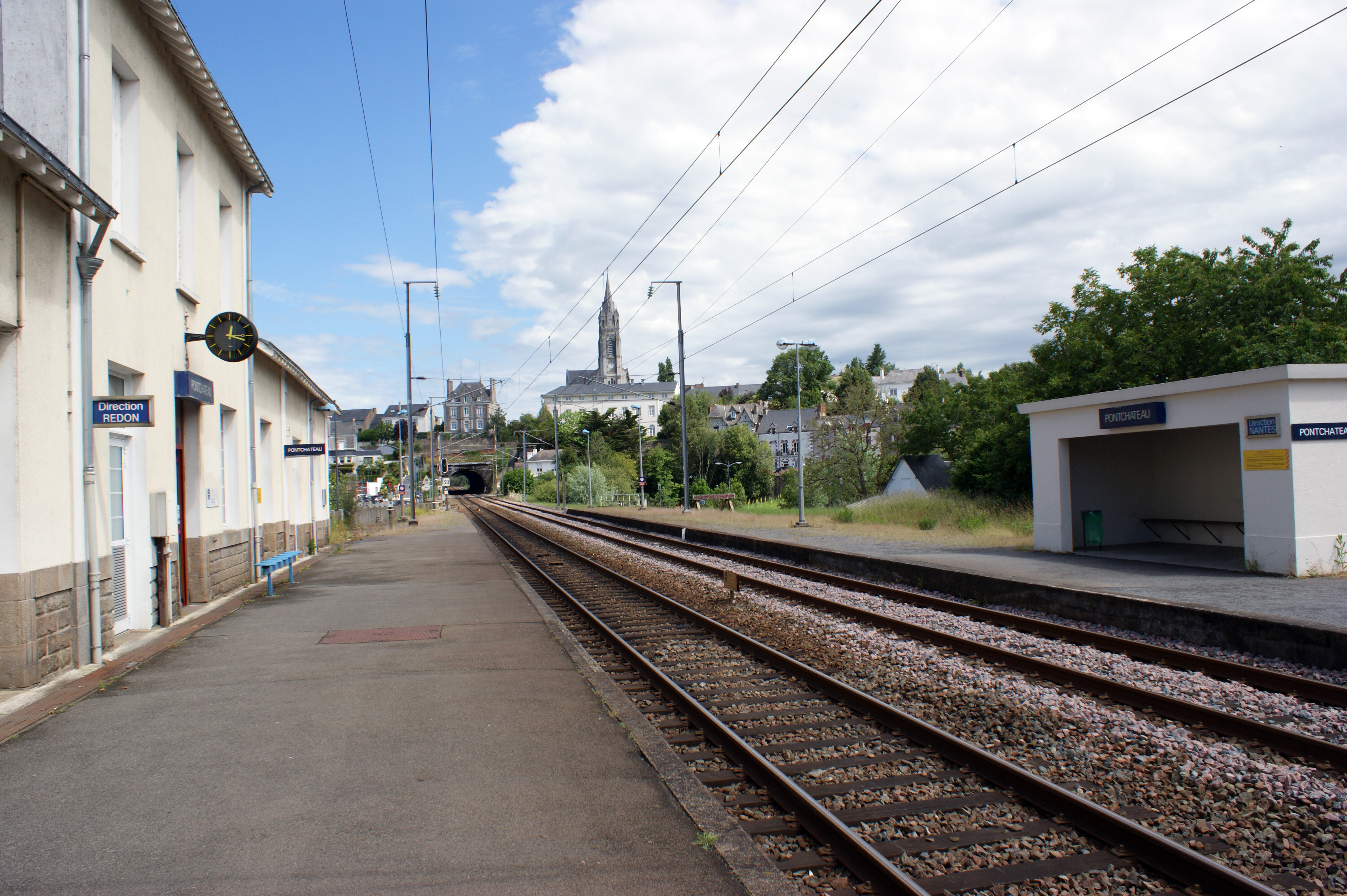
Voies et quais.
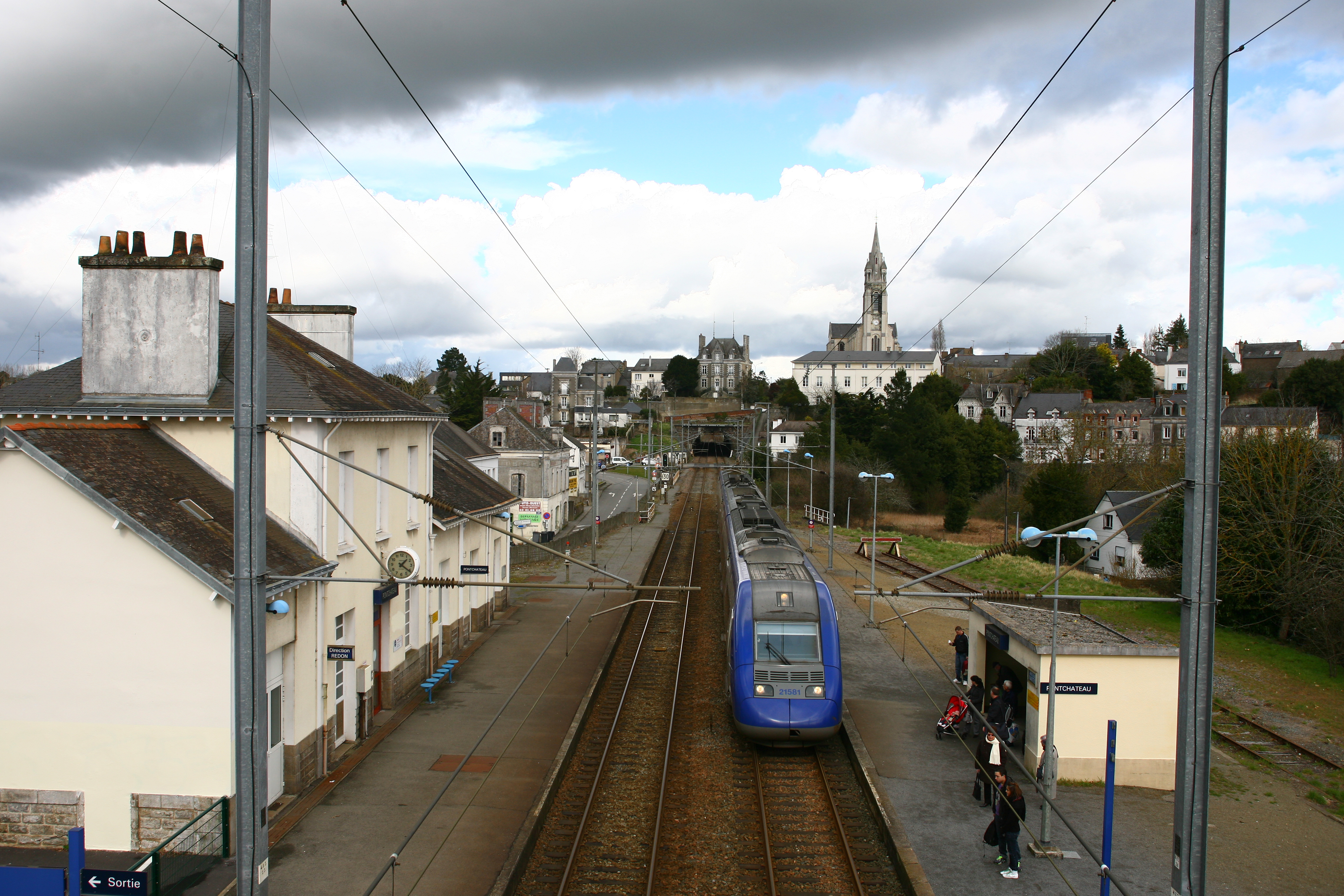
Vue de la passerelle.

## Patrimoine ferroviaire
À l'origine, la gare possédait plusieurs édifices types de la Compagnie du PO, notamment le bâtiment voyageurs, une halle à marchandises et deux abris de quais. En 2014, seul le bâtiment voyageurs est toujours présent et en service. Extérieurement, il présente les mêmes volumes que lors de son agrandissement de 1901, mais l'alternance visuelle entre le rouge des briques et le blanc du tuffeau, typique des bâtiments de la ligne de la Compagnie PO, est caché par un badigeon de couleur crème depuis la fin du XXe siècle.

## Autres infrastructures ferroviaires proches

### Passage à niveauno378 (supprimé)

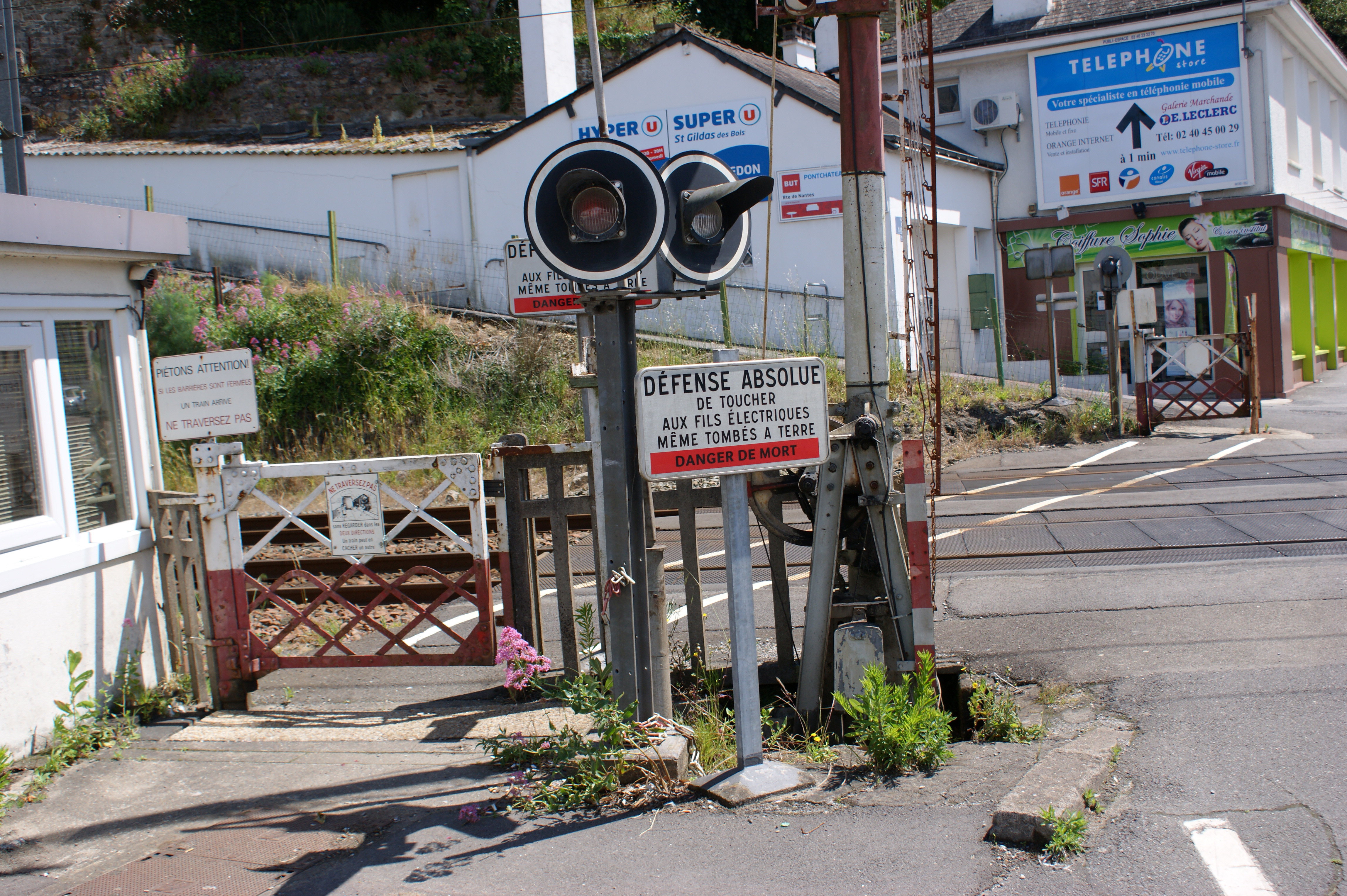
Détail du passage à niveau manuel.

À la sortie de la gare en direction de Redon, les voies coupent la route de Nantes entre le pont sur le Brivet et le tunnel de Pontchâteau depuis l'ouverture de la ligne en 1862.

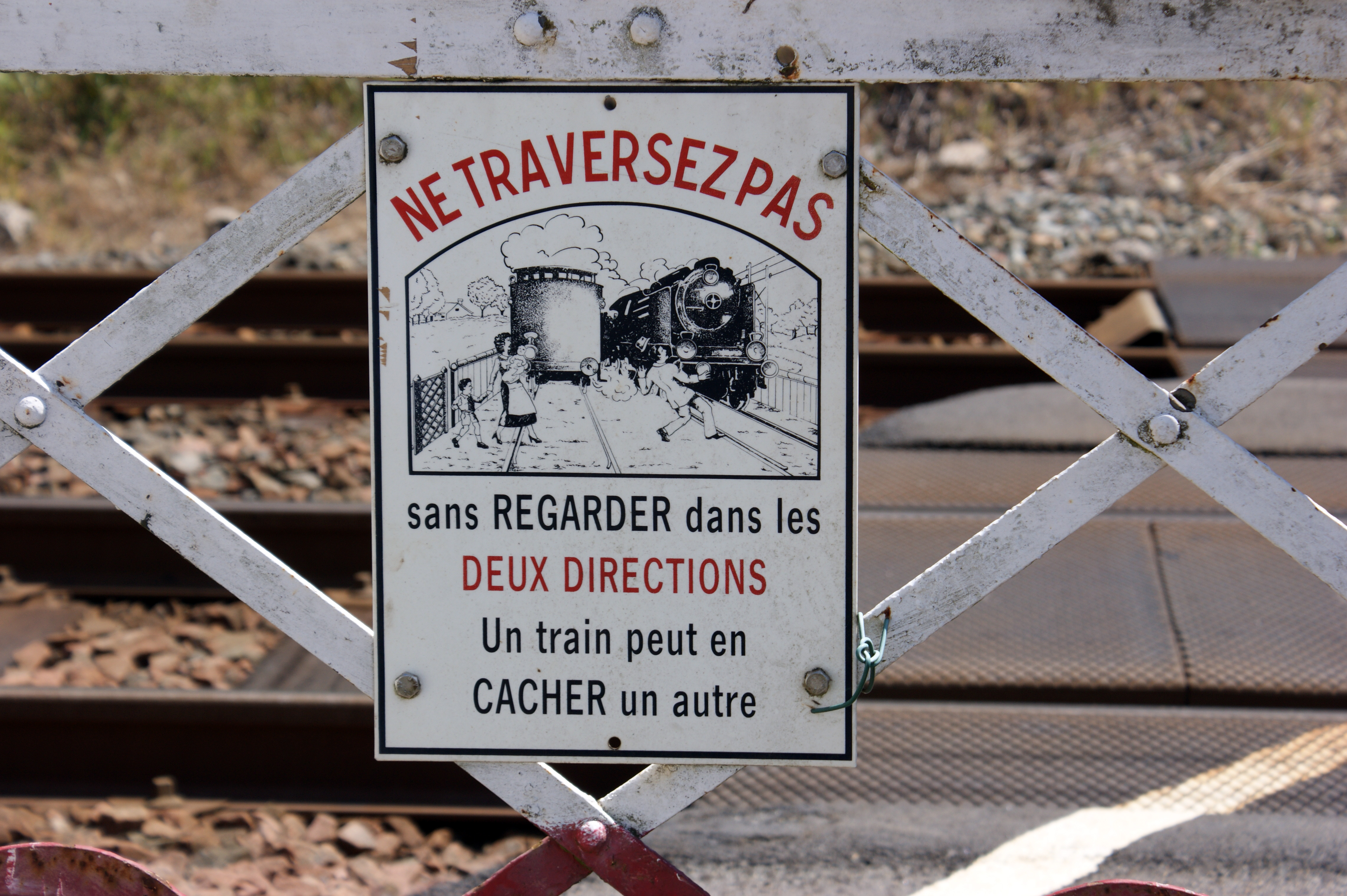
Ancienne plaque sur le portillon.

En 1977, les risques dus à ce passage à niveau font envisager son remplacement par un pont routier. L'électrification de la ligne en 1991 nécessite de limiter le gabarit routier à 3,70 m du fait de l'obligation de descendre le fil de contact pour son passage par le Tunnel dont l'entrée sud n'est distante que d'environ 50 m. La dangerosité de ce passage nécessite la présence d'un garde qui gère les barrières et peut agir sur la signalisation et le déclenchement du système d'alarme pré-installé en bordure de la voie, en cas d'incident.

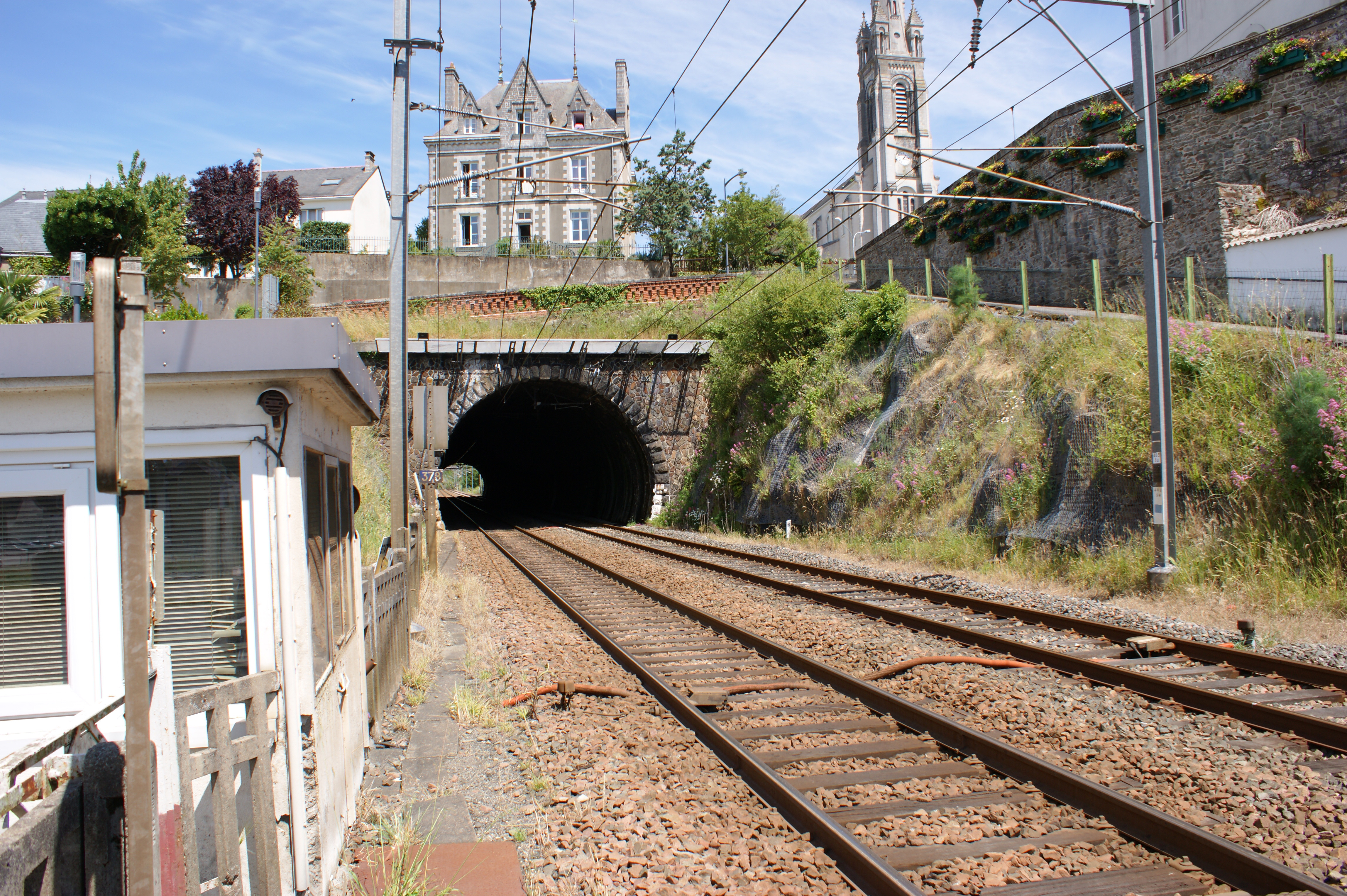
Le tunnel vu du passage à niveau.

Le 29 mars 2001, il est inclus dans le protocole, conclu entre l'État, la région et Réseau ferré de France, concernant la suppression des « passages à niveau préoccupants ». Sa suppression est déclarée d'utilité publique le 10 septembre 2004, cette DUP étant ensuite prolongée jusqu'en septembre 2014. La convention pour le financement des études et des travaux est signée le 6 mai 2011. À cette date, on compte plus trente chocs significatifs entre des véhicules et les installations ferroviaires depuis 2003 ; sa fréquentation est, en moyenne quotidienne, de 11 000 véhicules routiers et, par exemple, le 5 mai 2011 le trafic ferroviaire est de 56 trains dont la vitesse maximum est de 140 km/h.

### Tunnel de Pontchâteau
Tunnel de percement, long de 152 mètres, qui permet le passage de la ligne sous la ville haute, son entrée sud est à environ 50 m du passage à niveau no 378 (passage à niveau supprimé) . Il est réalisé, entre novembre 1859 et juillet 1861, dans du schiste nécessitant l'utilisation d'explosifs. Rectiligne, sa section circulaire à un diamètre de 8,66 m et il présente une rampe de 6 mm/m. Les entrées sont réalisées avec des pierres de taille en granit de Besné. Pour l'électrification de la ligne mise en service en 1991, il a été nécessaire de réaliser six niches de protection.
En 2006, le renouvellement du ballast a permis d'abaisser suffisamment les voies pour permettre le passage de TGV Duplex et d'Autorail grande capacité (AGC).

### Embranchement de la carrière de Grénébo

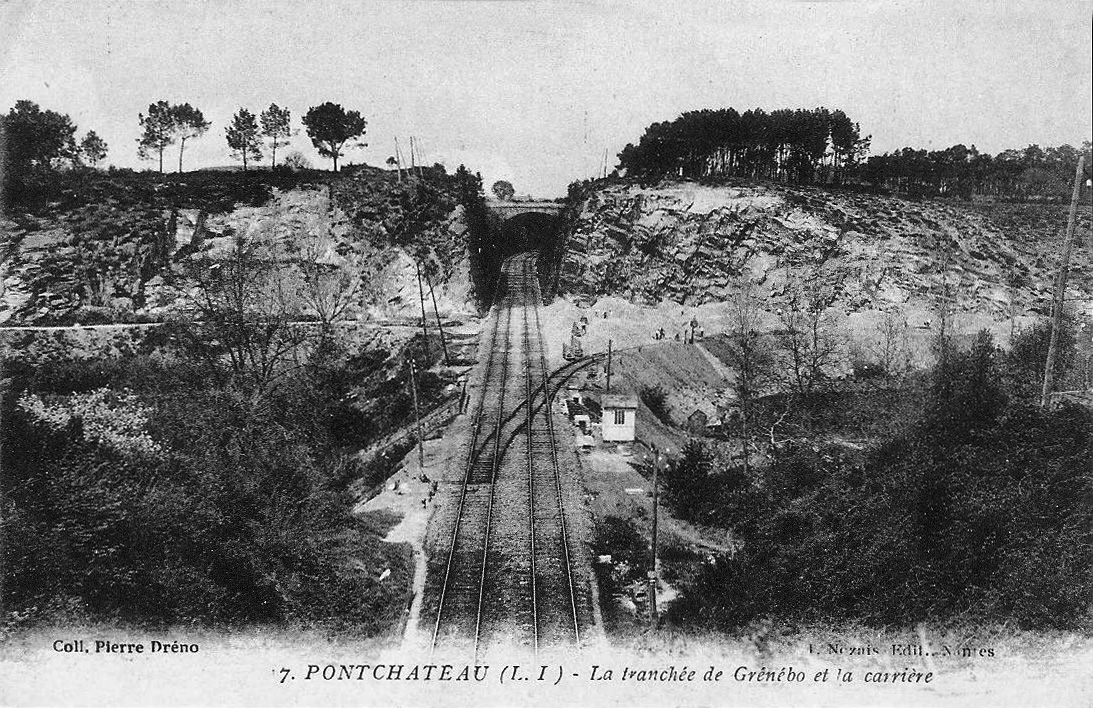
Site de Grénébo, avec la tranchée et l'EP de la carrière vers 1920. À gauche de la voie, le futur site de l'abri du canon.

La partie située à l'est de la tranchée, venant après le tunnel et le pont sur le Brivet, est exploitée à partir de 1920. La « carrière de Grénébo » dispose d'un embranchement qui débute sur le pont et se ramifie en faisceau devant le front de taille. Il disparait lors des travaux d'électrification de la ligne, mise en tension en 1991.

### Embranchement et tunnel abri de Grénébo
La partie située à l'ouest de la tranchée est utilisée par l'armée allemande lors de la Seconde Guerre mondiale.

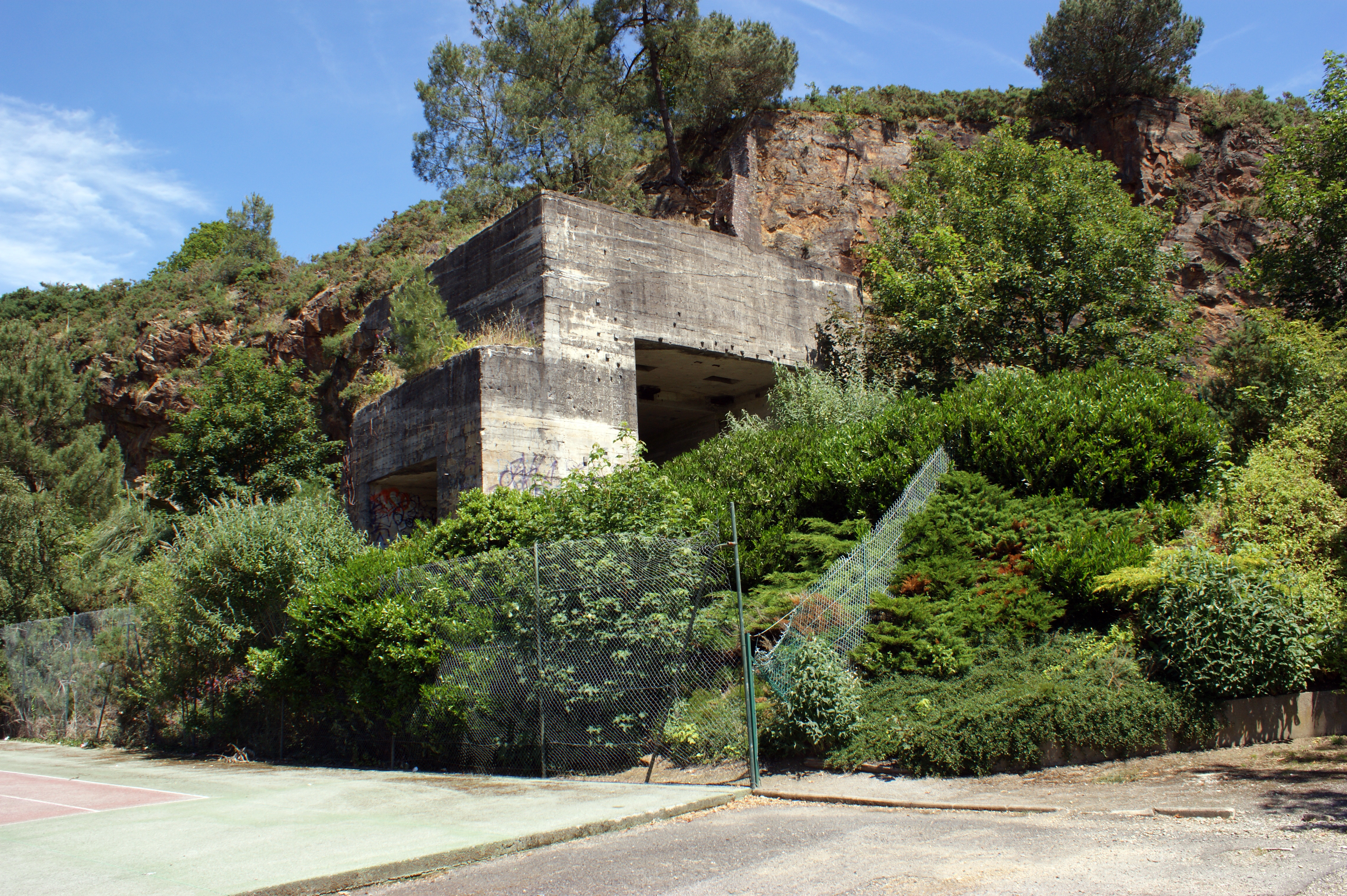
L'entrée fortifiée du tunnel abri.

Dès 1942, des souterrains sont creusés dans la roche pour établir un lieu de stockage de mines flottantes magnétiques destinées à être utilisées à partir de la Base de sous-marins de Saint-Nazaire. Pontchâteau étant un nœud ferroviaire, c'est un lieu stratégique.
Après la constitution de la Poche de Saint-Nazaire, en août 1944, les Allemands réaménagent le souterrain en abri fortifié, pour accueillir un canon sur rail et son train qui utilise un embranchement sur la ligne pour rejoindre le réseau et ses postes de tir. Il s'agit d'un ancien canon français de l'Artillerie lourde sur voie ferrée  (ALVF), modèle « 240 mm Schneider Mle 1893-96 M «Colonies» », récupéré par les Allemands dans le parc de réserve générale d'artillerie des français après l'armistice de 1940. Envoyé en Allemagne pour être testé, il revient en France en 1941 pour être installé sur le Mur de l'Atlantique à la batterie sur rail de Batz-sur-Mer.
Après le conflit, cette partie ouest est exploitée en carrière ; néanmoins, l'entrée fortifiée est encore présente et visible mais l'embranchement a disparu.